# Walter Schubart

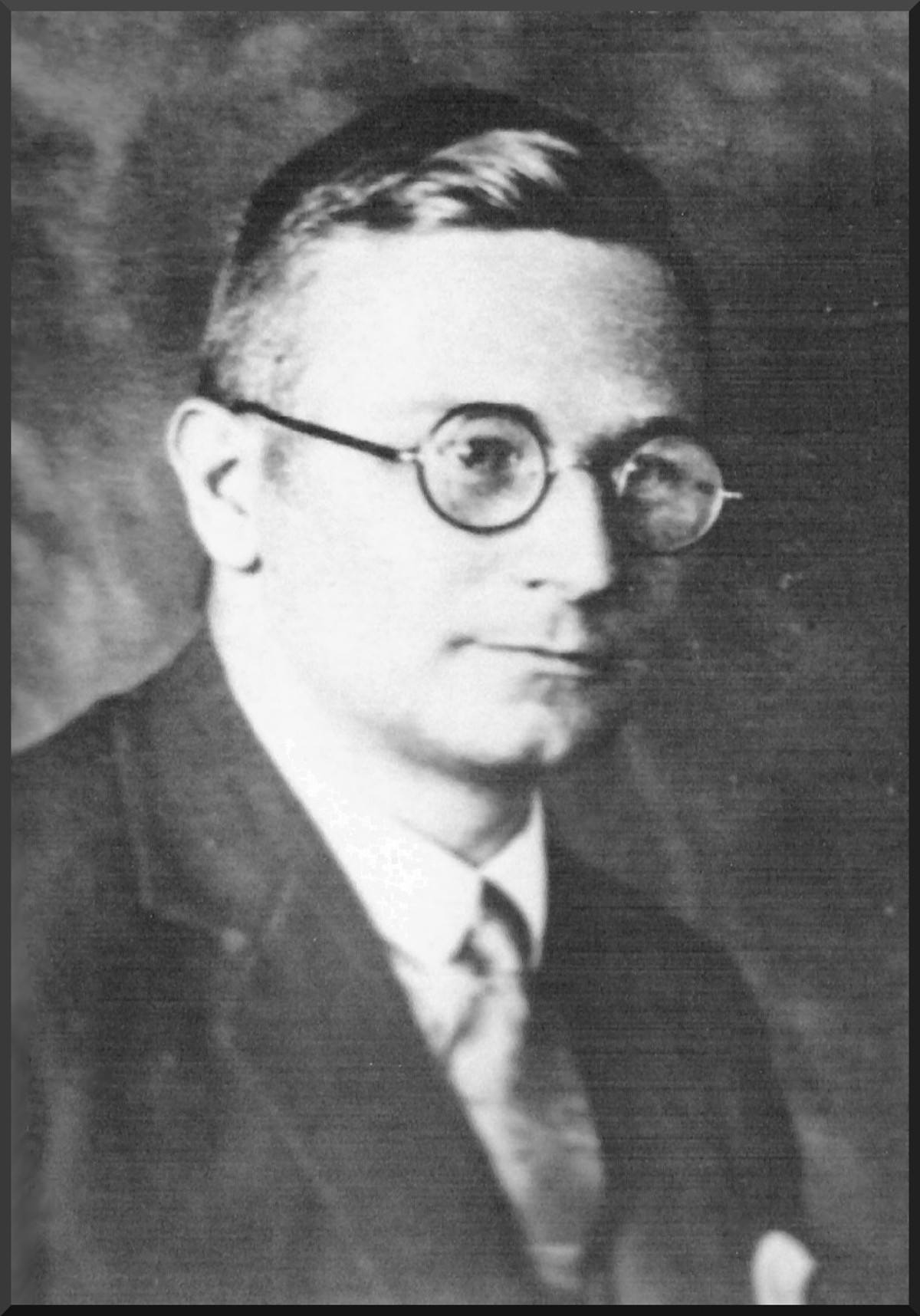
Walter Schubart (undatiertes Foto, wahrscheinlich aus den 1920ern)

Walter Schubart (* 5. August 1897 in Sonneberg; † 15. September 1942 in einem Gefangenenlager in Kasachstan, damalige UdSSR) war ein deutscher Jurist und Kulturphilosoph. 1933 verließ er Deutschland und lebte bis zu seiner Verhaftung durch die sowjetische Geheimpolizei GPU im Juli 1941 in Riga. Hier schrieb er mehrere Bücher, mit denen er sich weit über den deutschen Sprachraum hinaus als Kultur- und Religionsphilosoph einen Namen machte. Vor allem sein geschichtsphilosophischer Essay „Europa und die Seele des Ostens“, der 1938 im Verlag Vita Nova in Luzern erschien, fand starke Beachtung. In Deutschland wurde das Buch erst nach dem Zweiten Weltkrieg bekannt und bis Ende der 1970er Jahre nachgedruckt. Im postsowjetischen Russland wird es bis heute häufig nationalistisch interpretiert.

## Leben
Walter Schubart wurde am 5. August 1897 als ältestes Kind von Albin und Charlotte Schubart, geb. Roth, im thüringischen Sonneberg geboren. Sein Vater war Amtsrichter am dortigen Herzoglichen Amtsgericht, später geheimer Justizrat in Meiningen, die Mutter stammte aus einer Kaufmannsfamilie in Sonneberg. Walter wuchs mit seinen Geschwistern Erika und Werner auf und besuchte das humanistische Gymnasium in Meiningen, wo die Familie seit 1906 lebte. Früh zeigte sich sein Interesse an Geisteswissenschaften und seine von der Mutter geweckte Liebe zur Musik.
Nach dem Abitur nahm Walter Schubart als Freiwilliger am Ersten Weltkrieg teil und kehrte 1919 als Offizier mit militärischen Auszeichnungen zurück. Nach dem Willen des Vaters studierte er Rechtswissenschaft in Heidelberg, Halle, Tübingen und Jena, wo er 1922 mit der Promotion zum Dr. jur. abschloss. Es folgten eine Tätigkeit als Syndikus an der Akademie der Bildenden Künste München, wo er mit Oswald Spengler in Kontakt kam, und mehrere Auslandsreisen. Schubart war seit dem Sommersemester 1920 bis zu seinem Austritt 1931 Mitglied der Studentenverbindung AV Igel Tübingen.
In München lernte Schubart die als „elegant und hochgebildet“ beschriebene Vera Englert kennen, eine lettische Jüdin, die sich als russische Aristokratin ausgab. Ihr Geburtsname lautete Rosa Rebekka Behrmann (*14.jul. / 26. Januar 1897greg. in Ventspils, † 31. Juni 1944 in Kasachstan). Sie war mit dem deutschen Piloten Josef Englert verheiratet und hatte mit ihm zwei Kinder, Inge und Maximilian, lebte aber schon seit 1924 getrennt von ihrem Mann. Walter Schubart und Vera Englert wurden ein Paar; mit den Kindern übersiedelten sie nach Jena und heirateten am 23. Dezember 1930 in Erfurt.
1926 bis 1932 arbeitete Schubart als Rechtsanwalt am Oberlandesgericht Jena. Nach Hitlers Machtübernahme 1933 emigrierte er mit seiner Familie nach Lettland, da er im nationalsozialistischen Deutschland keine Zukunft für sich sah. Er wohnte zunächst bei seiner Schwiegermutter in Ventspils (bis 1918 dt. Windau), ab 1935 in Riga. Noch in Jena wurde sein Sohn Alexander geboren, in Ventspils seine Tochter Nora. Seit 1938 lebte Schubart mit seiner Familie in der für ihre Jugendstilfassaden berühmten Rigaer Albertstraße (Alberta iela 7, Wohnung Nr. 10).
In Riga begann Schubart als Schriftsteller und Publizist zu arbeiten und bezeichnete sich selbst als Professor für Philosophie. Es lassen sich jedoch nur Vorträge am deutschen Herder-Institut Riga nachweisen. Für eine Promotion im Fach Philosophie fehlt ebenso wie für eine reguläre Lehrtätigkeit an der Universität Lettlands in Riga jeder Beleg. In rascher Folge entstanden mehrere Bücher, Zeitungsartikel für die deutschbaltische, bis zur Gleichschaltung 1933 liberale Rigasche Rundschau sowie Aufsätze für Zeitschriften in der Schweiz, Österreich und Deutschland. Seine Bücher „Europa und die Seele des Ostens“ (1938), „Dostojewski und Nietzsche“ (1939) und „Geistige Wandlung. Von der Mechanik zur Metaphysik“ (1940) erschienen im Schweizer Exilverlag Vita Nova und wurden von den Nationalsozialisten auf den Index des „unerwünschten und schädlichen Schrifttums“ gesetzt. Nur Schubarts letztes Buch „Religion und Eros“ (1941) konnte in Deutschland bei dem Verlag C. H. Beck in München veröffentlicht werden.
Die Besetzung Lettlands durch die Rote Armee am 17. Juni 1940 machte Schubart jede Vortrags- und Lehrtätigkeit unmöglich. Versuche, sich nach Budapest oder Zürich abzusetzen, scheiterten; einen Ruf an das Moskauer „Institut für west-östlichen Ausgleich“ lehnte er ab. Bei einer Hausdurchsuchung durch die sowjetische Geheimpolizei (GPU) wurden die Schreibmaschine, Bücher und Bilder beschlagnahmt, ebenso das schriftstellerische Archiv Schubarts. Das Manuskript eines Buches über Kultur und Technik, das Schubart noch fertiggestellt hatte, gilt als verschollen.
Im November 1940 wurde Sohn Maximilian denunziert und in Arrest genommen, kurz darauf wurde auch der Vater verhaftet, jedoch nach Verhören wieder freigelassen. Sein Sohn konnte durch Vermittlung des deutschen Botschafters in Moskau, Friedrich-Werner Graf von der Schulenburg, wieder auf freien Fuß kommen und musste innerhalb von 24 Stunden das Land verlassen.
Im Januar 1941 schickte das Ehepaar Schubart, das selbst keine Ausreisevisa erhielt, die Kinder Inge, Alexander und Nora nach Deutschland. Kurz vor der Einnahme Rigas durch die Deutschen wurden Walter Schubart und seine Frau Vera entweder in der Nacht vom 23. zum 24. Juni oder am 27. Juni 1941 von der GPU verhaftet und mit der sibirischen Eisenbahn deportiert. Erst 1998 wurde aufgrund einer Anfrage von Angehörigen durch das Rote Kreuz bekannt, dass Walter Schubart am 15. September 1942 in einem Gefangenenlager in Kasachstan umgekommen war. Archive des KGB in Riga und Moskau behaupteten in den 1990er Jahren auf Nachfrage, ihnen sei darüber nichts bekannt. 1999 teilte das Russische Staatliche Kriegsarchiv mit, dass Vera Schubart am 31. Juni 1944 im gleichen Lager wie ihr Mann in Spasosawodsk, Kasachstan, verstorben war.

## Werk und Rezeption
In seinen Büchern, die in mindestens acht Sprachen übersetzt wurden, vertrat Schubart eine humanistisch-religiöse Weltsicht, mit der er für viele Leser während der Zeit der Naziherrschaft ein anderes Deutschland verkörperte und dem pseudoreligiösen Anspruch der NS-Ideologie entgegentrat.
Das Buch „Europa und die Seele des Ostens“ kündigt die Erlösung Europas durch Russland oder „die Geburt einer westöstlichen Weltkultur“ an. Es wurde nach seinem Erscheinen u. a. in den Niederlanden, Frankreich, der Schweiz, Ungarn und den USA, unmittelbar nach dem Krieg auch in Italien wahrgenommen. Im US-amerikanischen Exil las Thomas Mann, auf der Suche nach Erklärungen für den Pakt zwischen Hitler und Stalin, am 21. September 1939 in Schubarts Essay. In seinem Tagebuch notierte er daraus die Stichworte "Verhaßtheit der Deutschen". In Deutschland hat man das Buch erst nach 1945 entdeckt. Zwei Hörfunksendungen stellten Schubarts Thesen zur Diskussion. Auf Kritik stießen vor allem sein pessimistisches Bild westlicher Kultur und seine Hoffnung auf eine Heilung des westlichen Menschen durch die russische Seele. Während des Ost-West-Konflikts stellte Heinrich Böll seine Aktualität heraus, nach dem Zusammenbruch der Sowjetunion fand der Philosoph Wilhelm Schmid, es helfe, die Gegenwart zwischen Ost und West besser zu verstehen. Seit der ersten vollständigen russischen Übersetzung, die 1997 erschien, wird dieses Werk im postsowjetischen Russland kontrovers diskutiert.
Schubarts letztes veröffentlichtes Werk „Religion und Eros“ ist der religionspsychologische Versuch, die beiden stärksten Triebkräfte des Menschen, die nach Schubarts Ansicht vor allem durch die Sexualmoral des Apostels Paulus und des Kirchenvaters Augustinus verfeindet waren, miteinander zu versöhnen. Zum Schluss behauptet der Autor: „Religion und Erotik haben dasselbe Ziel: Sie wollen den Menschen verwandeln, sie erstreben seine Wiedergeburt“. Das Buch wurde schon früh von Religionshistorikern und Psychologen gewürdigt, aber auch wegen seiner Überhöhung des Eros, seiner Tendenz zur Mystik und einer allzu negativen Deutung des Protestantismus kritisiert. Evangelische und katholische Theologen von Rang wie Karl Barth (im Rahmen seiner Religionskritik), Helmut Thielicke und Heinrich Stirnimann haben sich mit ihm auseinandergesetzt. Heute berufen sich christliche Autoren geistlicher Schriften wie der Benediktiner Anselm Grün und der ehemalige Priester Pierre Stutz auf Schubarts Plädoyer für eine lebendige Verbindung von Religion und Erotik.
Seit den 1970er Jahren fand Schubarts Beitrag zu einer west-östlichen Kultur in Japan Resonanz. Die Bücher, die zu seinen Lebzeiten erschienen, wurden ins Japanische übersetzt, drei von ihnen übersetzte der japanische Kulturwissenschaftler Yoshiaki Komai.

## Selbständige Schriften
- Das Ideal der Weltzerstörung. Leipzig 1919/20 (Kleinschrift)
- Europa und die Seele des Ostens. Luzern 1938 (Digitalisat), 1946. Neuausgabe Pfullingen 1951, zweite Auflage 1979 mit einem Vorwort von Heinrich Böll
  - (englische Übersetzung) Russia and Western Man. Übers. von: Amethé von Zeppelin. New York: Frederick Ungar Publishing Co. 1950
- Dostojewski und Nietzsche. Luzern 1939, 2. Auflage 1946
- Geistige Wandlung. Von der Mechanik zur Metaphysik. Luzern 1940
- Religion und Eros. München 1941, Neuausgabe 1952, zuletzt herausgegeben von Friedrich Seifert, Beck, München 2001, ISBN 3-406-44801-1